# カール・スヴェンソン
カール・スヴェンソン（Karl Wilhelm Svensson、1984年3月21日 - ）は、スウェーデンの元サッカー選手。元スウェーデン代表。ポジションはディフェンダー。

## 経歴
2006年1月に親善試合でスウェーデン代表デビュー。出場機会は無かったが、2006 FIFAワールドカップのメンバーにも選出された。

## 代表歴

### 出場大会
- スウェーデン代表
  - 2006 FIFAワールドカップ

### 試合数
- 国際Aマッチ 1試合 0得点（2006年）[1]

| スウェーデン代表 | 国際Aマッチ | 国際Aマッチ |
| 年               | 出場        | 得点        |
| ---------------- | ----------- | ----------- |
| 2006             | 1           | 0           |
| 通算             | 1           | 0           |